# The Calling (band)

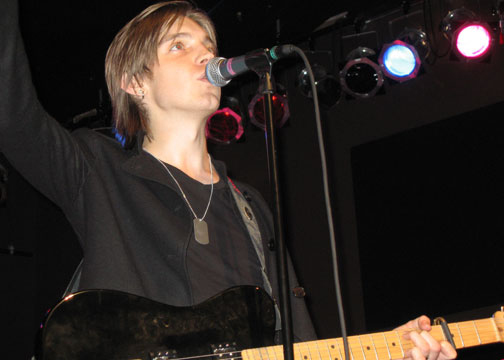
Alex Band

The Calling is een rockband uit Los Angeles (Californië). De groep bestaat sinds 1996, nadat de zanger Alex Band besloot samen te gaan spelen met gitarist Aaron Kamin, de date van Alex' zus. De groep kende succes met de hits Wherever You Will Go (2002), Adrienne (2002), For You (2003) en Our Lives (2004).

## Geschiedenis
Alex Band en Aaron Kamin begonnen in 1996 met samenspelen, en ze namen al snel verschillende demo's op. Deze demo's lieten ze horen aan Bands buurman Ron Fair, die bij de platenmaatschappij A&R werkte. Fair vond het duo talentvol en liet ze voor vijf jaar tekenen op het label RCA Records.
Na het contract werd de band uitgebreid met de gitarist Sean Woolstenhulme, bassist Billy Mohler en drummer Nate Wood. In 2001 komt hun debuutalbum Camino Palmero uit in de Verenigde Staten. Het album slaat in 2002 aan, er worden wereldwijd 9.500.000 exemplaren verkocht. De single "Wherever you will go" belandt op nummer 1 in de hitlijsten van Nieuw-Zeeland en Italië. In Nederland wordt de single Alarmschijf. Naar aanleiding van de cd ontvangt de groep een MTV Video Music Award in de categorie "Best new act". Later in 2002 verlieten Wood en Mohler met enige ophef de band. De twee krijgen geen royalty's, omdat Kamin en Band vinden dat ze huurmuzikanten waren, en geen volwaardig deel van de groep uitmaakten.
In 2004 kwam het tweede album van The Calling uit, Two. Voor de tour werden nieuwe muzikanten ingehuurd: Daniel Damico (gitaar), Justin Derrico (gitaar), Corey Britz (basgitaar) en Justin Meyer op drums. Het album werd wereldwijd anderhalf miljoen keer verkocht. In 2005 kondigde de band een rustpauze aan, waarna de zanger Band een soloproject opzette.

## Discografie

### Albums
- Camino Palmero (2001), nr. 6 Verenigde Staten 5x platinum , nr. 2 Verenigd Koninkrijk, nr. 1 Italië 9x platinum, nr. 1 Mexico 1x diamond + 3x platinum.
- Two (2004), nr. 54 Verenigde Staten, nr. 9 Verenigd Koninkrijk, nr. 20 Italië

| Album met eventuele hitnotering(en) in de Nederlandse Album Top 100 | Datum van verschijnen | Datum van binnenkomst | Hoogste positie | Aantal weken | Opmerkingen |
| ------------------------------------------------------------------- | --------------------- | --------------------- | --------------- | ------------ | ----------- |
| Camino Palmero                                                      | 2002                  | 11-05-2002            | 46              | 7            |             |
| Two                                                                 | 2004                  | 29-05-2004            | 66              | 1            |             |

### Singles
| Single met eventuele hitnotering(en) in de Nederlandse Top 40 | Datum van verschijnen | Datum van binnenkomst | Hoogste positie | Aantal weken | Opmerkingen                  |
| ------------------------------------------------------------- | --------------------- | --------------------- | --------------- | ------------ | ---------------------------- |
| Wherever You Will Go                                          | 2002                  | 16-02-2002            | 14              | 9            |                              |
| Adrienne                                                      | 2002                  | 31-08-2002            | 24              | 6            |                              |
| Our Lives                                                     | 2004                  | 24-04-2004            | 32              | 4            |                              |
| Things Will Go My Way                                         | 2004                  | -                     |                 |              | Nr. 99 in de Single Top 100  |
| Anything                                                      | 2004                  | -                     |                 |              | Nr. 100 in de Single Top 100 |

| Single met hitnotering(en) in de Vlaamse Ultratop 50 | Datum van verschijnen | Datum van binnenkomst | Hoogste positie | Aantal weken | Opmerkingen |
| ---------------------------------------------------- | --------------------- | --------------------- | --------------- | ------------ | ----------- |
| Wherever You Will Go                                 | 2002                  | 27-04-2002            | 29              | 10           |             |
| Adrienne                                             | 2002                  | 28-09-2002            | tip14           | -            |             |